# 普熱代奇
普熱代奇是波蘭的城鎮，位於該國中部諾泰奇河發源地附近，距離首府波茲南約130公里，由大波蘭省負責管轄，面積2.98平方公里，海拔高度112米，2006年人口1,771。
52°17′N 18°54′E / 52.283°N 18.900°E